# 衝擊波 (漫畫)
衝擊波（英語：Havok），是漫威漫畫著名連載系列《X戰警》出版物中的超級英雄。和英雄獨眼龍及反派火神是手足關係。

## 人物
亞歷山大·亞歷克斯·桑瑪斯（Alexander "Alex" Summers）是獨眼龍與火神的兄弟，三人彼此間的關係奇差無比。相對於他的兄弟，亞歷克斯在其他英雄的印象裡好很多，在鐳射眼遭復仇者通緝後，美國隊長曾請他代其領導其他的變種人。
「Havok」是浩劫的英文「Havoc」的變體。
亞歷克斯和萬磁王的女兒北極星的感情相當複雜。

## 能力
亞歷克斯能吸收環境中的輻射、電磁或熱等宇宙能量，並以紅色同心圓環狀從他身體的各部位放出；他的能力不明顯卻強過他的兩個兄弟。能量擊中目標時會供給分子巨大的熱能、物體會因巨大的能量和溫度變化而崩解，如果是放出的最低能量則可令物體偏移或只讓人感到頭痛，他在施展能力時並不需空氣作為介質。他曾用吸收浩克的伽瑪射線而放出的能量波將其打倒，以及藉由火山的能量壓制萬磁王。他能使身上的能量作為向下的推力飛行、速度隨著吸收的能量而增加，據推測可達到光速；且環繞在身體周圍的離子區域可使他生存在真空。當體內的能量過高時會自動釋出，因此衝擊波必需穿著特殊的抑制裝束才不至於造成危險。

## 其他媒體

### 電影
- X戰警電影系列：由盧卡斯·提爾飾演衝擊波。
  - 《X戰警：第一戰》（2011年）
  - 《X戰警：未來昔日》（2014年）
  - 《X戰警：天啟》（2016年）

### 遊戲
- 《MARVEL未來之戰》：手機遊戲，衝擊波是玩家可使用角色之一。

## 外部連結
- Havok （页面存档备份，存于） at Marvel.com
- （页面存档备份，存于） at Wiki
- Alexander Summers at the Marvel Database Project
- UncannyX-Men.net Spotlight on Havok